# Matilde Casazola
Matilde Casazola Mendoza (sinh ở Sucre, Bolivia ngày 19 tháng 2 năm 1942) là nhà thơ và người viết bài hát người Bolivia. Bà đã đan xen thơ ca vào âm nhạc để sáng tác ra những bài hát bắt nguồn từ âm nhạc truyền thống quê hương bà.

## Cuộc đời và sự nghiệp
Bà là con gái của Juan Casazola Ugarte và Tula Mendoza Loza; là cháu của tác giả “Macizo boliviano” Jaime Mendoza. Vào lúc 7 tuổi, bà đạt giải nhất tại Children's Floreales Games ở thành phố Sucre. Bà đã học nhạc tại Normal School of Teachers, nơi giáo sư người Tây Ban Nha Pedro García Ripoll là một trong những giáo viên của bà.
Năm 1974, Mendoza đến thăm Argentina nơi bà có một chuyến lưu diễn mở rộng nhằm sáng tác nhiều bài thơ và bài hát hơn. Khi quay trở về, bà tổ chức buổi hòa nhạc đầu tiên ở Bolivia. Sau đó vào năm 1982, bà lại có một chuyến lưu diễn mở rộng sang châu Âu nhằm ca hát và sáng tác, mở rộng tầm nhìn cho sự theo đuổi nghệ thuật của mình.
Bà đã cho xuất bản 13 tập thơ và 9 đĩa nhạc và cassette. Bà cũng đã giữ chức vụ chủ tịch Guitar trong nhiều năm tại Trường Quốc gia Dân Gian “Mauro Núñez Cáceres” ở thành phố La Paz.
Cống hiến để lại của bà bao gồm các tác phẩm thơ: Los ojos abiertos (1967), Los cuerpos (1967), Una revelación (1967), Los racimos (1985), Amores de alas fugaces (1986), Estampas, meditaciones, cánticos (1990) và El espejo del ángel (1991). Các phát hành tiêu biểu nhất của Casazola là Obra Poética (Imprenta Judicial, Sucre, 1996), đã được biên soạn từ mười hai tập thơ của bà, và Canciones del Corazón para la Vida (Ediciones Gráficas EG, La Paz, 1998), một cuốn sách nhạc bao gồm bốn mươi sáng tác ở cả lĩnh văn học và âm nhạc.
Tác phẩm của bà được trích dẫn trong tuyển tập trong và ngoài nước và các bài hát của bà đã được các nghệ sĩ nổi tiếng bao gồm Emma Junaro, Luis Rico và Jenny Cárdenas cover.
Năm 2004, bà phát hành La Carne de los Sueños (La Hoguera Publishing House, Santa Cruz), với các bài thơ trong tập Autobiographic Series của bà. Quyển sách bao gồm tác phẩm được tạo ra giữa những năm 1982 và 1983.
Năm 2006, nhà làm phim người Italia-Bolivia Paolo Agazzi đã giới thiệu bộ phim "El atraco" của ông, nơi nhà soạn nhạc Cergio Prudencio sáng tác bài thơ của Matilde Casazola, do nữ ca sĩ kiêm diễn viên người Tây Ban Nha Lucía Jiménez trình diễn, một trong số đó mang tên La noche más cruel.